# علم حاجی باقری
علم حاجی باقری یک کاروانسرا در کویر ایران است که در استان اصفهان۴۲ کیلومتری شهرستان انارک در منطقه ای به همین نام واقع شده‌است.این منطقه متعلق به طایفه حاجی باقری بوده.در حال حاضر خالی از سکنه و به دلایلی نامشخص ممنوع الورود است.